# Javier Balboa
Pour les articles homonymes, voir Balboa.
Javier Balboa, de son nom complet Javier Ángel Balboa Osa, né le 13 mai 1985 à Madrid, est un footballeur international équatoguinéen évoluant au poste d'ailier entre 2003 et 2018.

## Biographie
Ses parents sont originaires de Guinée équatoriale, pays qu'il choisit de représenter au niveau international. 
Il évoluait au début de sa carrière avec les équipes de jeunes du Real Madrid. Il intègre l'équipe C du club Merengue en 2003. Après 66 matchs et 2 buts, il est promu en Real Madrid Castilla, l'équipe B. Le 26 octobre 2005, il joue son premier match en équipe première du Réal contre le Deportivo La Corogne (défaite 1-3).
La saison suivante, il évolue au Racing de Santander, sous forme de prêt où il est un titulaire régulier de l'équipe. Ainsi, il débute 27 août 2006 contre l'Atlético de Madrid (défaite 0-1) et marque son unique but de la saison le 16 décembre 2006 contre Majorque (victoire 1-2). En 30 matchs disputés en Cantabrie, il acquiert une expérience non négligeable.
Il fait ses débuts internationaux avec la Nzalang Nacional le 2 juin 2007 lors d'une défaite (2-0) contre le Rwanda.
De retour au Real, l'entraîneur a changé et Bernd Schuster semble compter sur le joueur pour la saison 2007-2008 et lui propose de prolonger son contrat jusqu'en 2011. Il marque un but le 24 octobre 2007 lors de son premier match de la saison avec le Real, en Ligue des champions (victoire 4-2 contre l'Olympiakos). Il marque également un but en Coupe d'Espagne, lors d'un match contre l'Hércules Alicante, ce qui sauve son équipe de la défaite (1-1). Le 10 novembre, il se bat avec son coéquipier Pepe, s'en prenant violemment à l'international portugais à l'entraînement. Il ne joue finalement que 11 matchs (2 buts) toutes compétitions confondues (5 matchs de Liga, 2 matchs de C1 et 4 matchs de Coupe).
Jouant très peu au Real, il signe le 25 juin 2008 dans au Benfica Lisbonne pour quatre ans. Le transfert rapporte entre 4 et 6 millions d'euros au Real Madrid. Son contrat au club lisboète inclut une clause libératoire de 20 millions d'euros.
Il ne s'impose pas comme titulaire durant quatre saisons au Benfica, mais devient un élément important dans son équipe nationale, inscrivant le premier but de la CAN 2012 où la Guinée atteindra les quarts de finale, puis plusieurs buts déterminants pour la qualification du Nzalang à la CAN 2015. Compétition lors de laquelle il atteint son apogée avec la Nzalang Nacional en quarts de finale où il inscrit un doublé dont un coup franc qui qualifie son équipe contre la Tunisie (2-1 après prolongation). La Guinée Equatoriale termine à la quatrième place du tournoi.
Balboa met un terme à sa carrière sportive à l'issue de la saison 2017-2018.

## Palmarès
| - Real Madrid CF - Championnat d'Espagne - Vainqueur : 2008. - Finaliste : 2006. - Supercoupe d'Espagne - Finaliste : 2007. |

## Statistiques

### Statistiques détaillées
| Saison                | Club                  | Championnat           | Championnat | Championnat | Coupe nationale | Coupe nationale | Coupe de la Ligue | Coupe de la Ligue | Supercoupe | Supercoupe | Compétition(s) continentale(s) | Compétition(s) continentale(s) | Compétition(s) continentale(s) | Sélection          | Sélection | Sélection | Total | Total |
| Saison                | Club                  | Division              | M.          | B.          | M.              | B.              | M.                | B.                | M.         | B.         | Comp.                          | M.                             | B.                             | Équipe             | M.        | B.        | M.    | B.    |
| 2003 - 2004           | Real Madrid C         | 4                     | 32          | 1           | -               | -               | -                 | -                 | -          | -          | -                              | -                              | -                              | -                  | -         | -         | 32    | 1     |
| 2004 - 2005           | Real Madrid C         | 4                     | 34          | 1           | -               | -               | -                 | -                 | -          | -          | -                              | -                              | -                              | -                  | -         | -         | 34    | 1     |
| 2005 - 2006           | Real Madrid Castilla  | 3                     | 32          | 1           | -               | -               | -                 | -                 | -          | -          | -                              | -                              | -                              | -                  | -         | -         | 32    | 1     |
| 2005 - 2006           | Real Madrid           | 1                     | 2           | 0           | 1               | 0               | -                 | -                 | -          | -          | C1                             | 1                              | 0                              | -                  | -         | -         | 4     | 0     |
| 2006 - 2007           | Racing de Santander   | 1                     | 30          | 1           | 2               | 0               | -                 | -                 | -          | -          | -                              | -                              | -                              | -                  | -         | -         | 32    | 1     |
| 2007 - 2008           | Real Madrid           | 1                     | 5           | 0           | 3               | 1               | -                 | -                 | 1          | 0          | C1                             | 2                              | 1                              | Guinée équatoriale | 4         | 0         | 15    | 2     |
| 2008 - 2009           | Benfica Lisbonne      | 1                     | 10          | 0           | 3               | 0               | 1                 | 0                 | -          | -          | C3                             | 3                              | 0                              | -                  | -         | -         | 17    | 0     |
| 2009 - 2010           | Benfica Lisbonne      | 1                     | -           | -           | -               | -               | -                 | -                 | -          | -          | -                              | -                              | -                              | -                  | -         | -         | 0     | 0     |
| 2009 - 2010           | FC Cartagena          | 2                     | 11          | 0           | -               | -               | -                 | -                 | -          | -          | -                              | -                              | -                              | -                  | -         | -         | 11    | 0     |
| 2010 - 2011           | Benfica Lisbonne      | 1                     | -           | -           | -               | -               | -                 | -                 | -          | -          | -                              | -                              | -                              | -                  | -         | -         | 0     | 0     |
| 2010 - 2011           | Albacete Balompié     | 2                     | 7           | 0           | -               | -               | -                 | -                 | -          | -          | -                              | -                              | -                              | Guinée équatoriale | 1         | 0         | 8     | 0     |
| 2011 - 2012           | Benfica Lisbonne      | 1                     | -           | -           | -               | -               | -                 | -                 | -          | -          | -                              | -                              | -                              | Guinée équatoriale | 1         | 0         | 1     | 0     |
| 2011 - 2012           | SC Beira-Mar          | 1                     | 11          | 1           | 1               | 0               | 1                 | 0                 | -          | -          | -                              | -                              | -                              | Guinée équatoriale | 1         | 1         | 14    | 2     |
| Total sur la carrière | Total sur la carrière | Total sur la carrière | 174         | 5           | 10              | 0               | 2                 | 0                 | 1          | 0          | -                              | 6                              | 1                              | Guinée équatoriale | 7         | 1         | 200   | 7     |

### Buts internationaux
| #     | Date            | Lieu                                       | Adversaire | Score   | Résultat | Compétition |
| ----- | --------------- | ------------------------------------------ | ---------- | ------- | -------- | ----------- |
| 1.    | 21 janvier 2012 | Estadio de Bata, Bata (Guinée équatoriale) | Libye      | 1-0     | 1-0      | CAN 2012    |
| 2.    | 25 janvier 2015 | Estadio de Bata, Bata (Guinée équatoriale) | Gabon      | 1-0     | 2-0      | CAN 2015    |
| 3. 4. | 31 janvier 2015 | Estadio de Bata, Bata (Guinée équatoriale) | Tunisie    | 1-1 2-1 | 2-1      | CAN 2015    |

NB : Les scores sont affichés sans tenir compte du sens conventionnel en cas de match à l'extérieur (Guinée équatoriale-Adversaire)